# Partido de la Tierra y la Justicia
El Partido Tierra y Justicia (Bislama: Graon mo Jastis Pati; GJP) es un partido político tradicionalista, proindígena y projuventud de Vanuatu. El partido se fundó el 11 de noviembre de 2010 y está dirigido por el diputado Ralph Regenvanu.

## Resultados electorales
| Elección | Líder           | Votos  | %          | Escaños | +/–   | Gobierno  |
| -------- | --------------- | ------ | ---------- | ------- | ----- | --------- |
| 2012     | Ralph Regenvanu | 7,241  | 6.02 (#5)  | 4/52    | Nuevo | Gobierno  |
| 2016     | Ralph Regenvanu | 8,376  | 7.41 (#3)  | 7/52    | 3     | Gobierno  |
| 2020     | Ralph Regenvanu | 14,400 | 10.00 (#4) | 9/52    | 2     | Oposición |
| 2022     | Ralph Regenvanu | 10,183 | 7.70 (#4)  | 4/52    | 5     | Gobierno  |